# Tổng giáo phận Nam Kinh
Tổng giáo phận Công giáo La Mã Nam Kinh (tiếng Latin: Archidioecesis Nanchinensis) là một lãnh thổ giáo hội hoặc giáo phận của Giáo hội Công giáo La Mã ở Nam Kinh Trung Quốc. Nó được láp với tư cách là Giám mục Tông đồ của Nam Kinh vào năm 1659 bởi Giáo hoàng Alexander VII, và được Giáo hoàng Alexander VIII thăng chức thành một giáo phận vào ngày 10 tháng 4 năm 1690. Tuy nhiên, giáo phận đã bị giáng xuống Giáo phận Tông đồ của Kiangnan vào ngày 21 tháng 1 năm 1856 Pius IX, và tên của nó sau đó được đổi thành Tòa thánh Tông đồ Kiangsu vào ngày 8 tháng 8 năm 1921 và thành Tông đồ Vicariate của Nanking vào ngày 1 tháng 5 năm 1922. Giáo hoàng Pius XII đã nâng nó vào ngày 11 tháng 4 năm 1946, với các phó giám mục Haimen, Thượng Hải, Tô Châu và Từ Châu.